# Ermordung von Jovenel Moïse

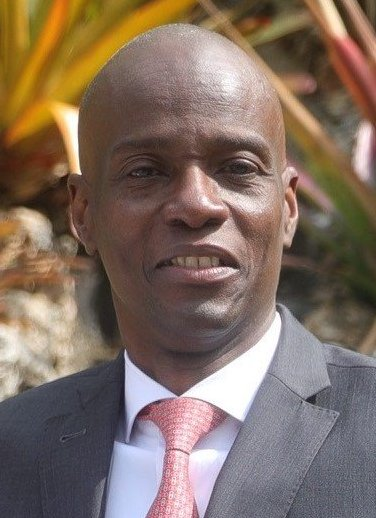
Jovenel Moïse (2019)

Die Ermordung von Jovenel Moïse geschah in der Nacht vom 6. auf den 7. Juli 2021 um ca. 1 Uhr morgens im Privathaus des Präsidenten Haitis in Pèlerin 5 bei Pétionville, einem Vorort der Hauptstadt Port-au-Prince. Sie war ein weiterer Höhepunkt der Konflikte in dem Land.

## Vorgeschichte
Jovenel Moïse war seit dem 7. Februar 2017 Präsident Haitis. Seine Präsidentschaft war umstritten und er wurde mehrfach der Veruntreuung von Geldern und der Korruption bezichtigt. Des Weiteren befindet sich Haiti in einer ständigen politischen Krise, da die Masse der Bevölkerung unter Armut, Inflation und Behördenversagen leidet (Hauptartikel → Krise in Haiti seit 2018).
Im Oktober 2019 hätte eine Parlamentswahl stattfinden müssen. Diese war aber, unter anderem wegen der  Proteste gegen den Präsidenten, nicht durchführbar. Mit dem Ende der 25. Legislaturperiode hatte Haiti im Jahr 2020 die Abgeordnetenkammer des Parlaments verloren. Da in der zweiten Kammer des Parlaments, dem Senat, alle zwei Jahre 10 seiner 30 Mitglieder gewählt werden müssen und die (Teil-)Wahlen bereits zweimal undurchführbar waren, ist auch der Senat mit 10 verbliebenen Mitgliedern nicht mehr beschlussfähig. Daraufhin regierte der Präsident per Dekret. Am 7. Februar 2021 erklärte Moïse, es habe einen Putschversuch gegen ihn gegeben und 20 Personen seien verhaftet worden, darunter ein Richter des Obersten Gerichts (cour de cassation). Von Oppositionellen wurde daraufhin ein anderer Richter des Obersten Gerichts zum Übergangspräsidenten ernannt, obwohl seit der Verfassungsänderung von 2012 Angehörige der Judikative bei der Nachbesetzung einer Vakanz im Amt des Präsidenten keine Rolle mehr spielen. Im Verlauf seiner Präsidentschaft ernannte Moïse insgesamt sieben Premierminister (→ Liste der Premierminister von Haiti), wobei der letzte, Ariel Henry, am 5. Juli 2021 ernannt wurde, es aber bis zum Attentat auf den Präsidenten nicht zu seiner Eidesleistung kam. Für den 26. September 2021 waren Parlaments- und Präsidentschaftswahlen geplant, die mit einem Referendum über eine erneute Änderung der Verfassung verbunden werden sollten.

## Ermordung des Präsidenten und Verhaftung der Tatverdächtigen
In der Nacht vom 6. auf den 7. Juli 2021 drangen Unbekannte in das Privathaus von Moïse ein und erschossen den Präsidenten. Seine Ehefrau wurde verletzt. Die Angreifer sollen dabei Englisch und Spanisch gesprochen haben. Claude Joseph, Außenminister Haitis, rief den Belagerungszustand (état de siège) aus. Nach Angaben örtlicher Behörden wurden noch am selben Abend sechs Tatverdächtige ermittelt, wovon vier bei der Festnahme zu Tode kamen. Die Dominikanische Republik schloss die gemeinsame Grenze. Die Polizei verhaftete bis zum 8. Juli ferner zwei US-Bürger haitianischer Herkunft zusammen mit 15 kolumbianischen Staatsangehörigen. Insgesamt sollen 26 Kolumbianer an dem Mord beteiligt gewesen sein.  Die Police Nationale d’Haïti gab an, auch den Drahtzieher des Attentats festgenommen zu haben. Es soll sich dabei um den in Florida lebenden haitianischen Arzt Christian Emmanuel Sanon handeln. Der Arzt soll in Florida eine private Sicherheitsfirma aus Venezuela beauftragt haben, die Aktion durchzuführen. Anschließend wollte er nach Angaben des Generaldirektors der Police nationale d’Haïti (PNH), Léon Charles, die Macht an sich reißen.
Die amtierende Regierung Haitis gab am 16. Juli bekannt, dass der ermordete Präsident am 23. Juli in Cap-Haïtien im Rahmen eines Staatsbegräbnisses beigesetzt werden soll.

## Ermittlungen

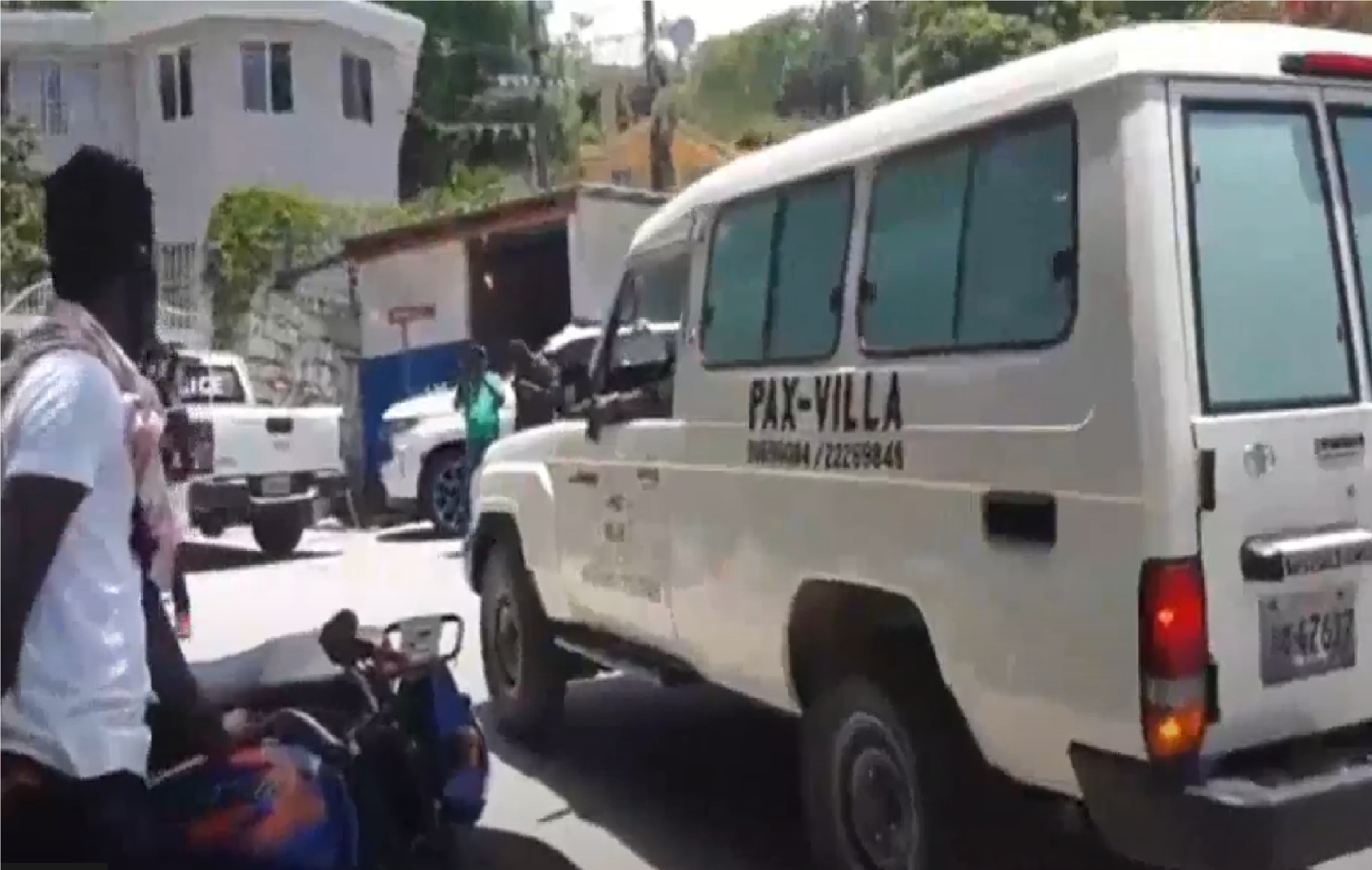
Der Leichnam von Jovenel Moïse wird aus seiner Privatresidenz in Pétionville abtransportiert

Unklar war zunächst die Rolle des Sicherheitsdienstes des Präsidenten (Unité de sécurité générale du Palais national). Deren Chef, Dimitri Hérard, wurde verhaftet. Die beiden Verantwortlichen der Leibwache des Präsidenten, Inspektor Amazan Paul Eddy und Kommissar Jean Laguel, sollten vom Staatsanwalt befragt werden, erschienen jedoch nicht.
Die Polizeichefs von Haiti, Léon Charles, und von Kolumbien, Jorge Luis Vargas Valencia, dementierten am 16. Juli Gerüchte, nach denen der Außenminister (und amtierende Premierminister) Claude Joseph selbst Hintermann des Attentats gewesen sein soll.
Die haitianische Polizei veröffentlichte Suchanzeigen samt Fotos eines Staatsbeamten sowie eines Ex-Senators und eines dritten Haitianers wegen Mordes, versuchten Mordes und bewaffneten Raubüberfalls. Am 17. Juli 2021 berichteten Medien darüber, dass die Haitianische Nationalpolizei davon ausgeht, dass ein früherer Mitarbeiter des Justizministeriums den Auftrag zur Ermordung von Staatspräsident Jovenel Moïse übermittelt habe. Der Mann soll zwei kolumbianischen Söldnern drei Tage vor dem Mordanschlag gesagt haben, dass die Ermordung des Präsidenten ihre Mission sei. Dabei berief sich die Polizei auf Erkenntnisse gemeinsamer Ermittlungen haitianischer und kolumbianischer Behörden mit Interpol. Der verdächtigte Mann habe in einer Anti-Korruptionseinheit mit dem Geheimdienst zusammengearbeitet. Nach Angaben der Polizei war nur einem kleinen Teil der Söldnergruppe bekannt, dass Moïse ermordet werden soll; der Großteil ging von einer Festnahme aus.
Per Steckbrief wird seit dem 18. Juli auch ein in Kanada ansässiger haitianischer Geschäftsmann namens Ashkard Pierre Joseph gesucht.
Am 14. September 2021 erhob der Commissaire du gouvernement Bed-Ford Claude Vorwürfe gegen den amtierenden Ministerpräsidenten Ariel Henry und beantragte bei dem zuständigen Richter, Garry Orélien, dem Ministerpräsidenten bis zur Aufklärung der Vorwürfe in Zusammenhang mit der Ermordung von Moïse zu untersagen, das Land zu verlassen. Allerdings hatte Henry am Tag zuvor den Chefankläger Claude ebenso wie den Justizminister Rockefeller Vincent wegen „gravierender Verwaltungsfehler“ entlassen. Garry Orélien gab jedoch die Ermittlungen zu dem Fall aus persönlichen Gründen ab. Es wurde berichtet, dass ein Antrag die dreimonatige Ermittlungen zu verlängern, abgelehnt wurde. In Miami hingegen wurden zwei Verdächtige im Januar 2022 unter anderem wegen Verschwörung zum Mord und Entführung angeklagt.
Ein Artikel in der New York Times deutete darauf hin, dass eventuell das Drogen- und Waffenhändlermilieu mit dem Mord etwas zu tun haben könnte. So soll Moïse Kontakt mit Charles Saint-Rémy, einem Schwager des ehemaligen Präsidenten Michel Martelly, gehabt haben. Auch soll Moïse Martelly von Staatsaufträgen abgeschnitten haben. So soll der Hafen welcher Saint-Rémi gehört verstaatlicht werden. Zudem sollen Leute in der Administration Générale des Douanes, der Haitianischen Zollbehörde, welche Martelly nahestehen, entfernt worden sein. Als weiteres soll ein Rollfeld, welches illegal betrieben wurde, geschlossen werden. Vermutlich hat Moïse eine Liste erstellen lassen von Leuten im Drogengeschäft und wollte diese an die Amerikanischen DEA übergeben.
Im Januar 2022 wurde in Jamaika der ehemalige Senator John Joel Joseph im Zusammenhang mit dem Mord festgenommen. Joseph soll Waffen geliefert haben und Treffen organisiert haben. Der Vorwurf lautet Verschwörung zum Mord oder zur Entführung außerhalb der USA. Joseph wurde Ende Dezember 2023 in Miami zu lebenslanger Haft verurteilt.
Im Frühjahr 2023 wurden vier Angeklagte nach Florida in den USA ausgeliefert, weil die Untersuchungen in Haiti stockten. Drei der Ausgelieferten sind US-amerikanische und haitianische Doppelstaatsbürger, während der vierte Ausgelieferte ein Kolumbianer ist.
Im Juni 2023 wurde der Geschäftsmann Rodolphe Jaar wegen der Beschaffung von Waffen von einem US-Gericht zu lebenslanger Haft verurteilt. Der ehemalige Armeeoffizier der kolumbianischen Streitkräfte Germán Alejandro Rivera García wurde von einem US-Gericht im Oktober 2023 zu einer lebenslänglichen Haftstrafe verurteilt, nachdem er sich einen Monat zuvor schuldig bekannt hatte.
Im Februar 2024 wurde Joseph Vincent, Amerikaner haitianischer Abstammung und früherer Informant der Drug Enforcement Administration (DEA) in Miami zu lebenslanger Haft wegen Beihilfe verurteilt. In seinen letzten Worten vor dem Urteilsspruch bat er um Verzeihung für das, was er getan hat.

## Politische Folgen

### Schwierigkeiten bei der Nachfolgeregelung
Die Ausübung der Befugnisse des Präsidenten ist nach dessen Tod zwar klar geregelt, jedoch durch einige besondere Gegebenheiten diskutabel: Gemäß Artikel 149 und Artikel 159 der Verfassung (in der 2012 geänderten Fassung) nimmt der Premierminister die Aufgaben des Präsidenten im Falle dessen Amtsunfähigkeit wahr. Dieses Amt ist jedoch durch den Außenminister nur interimistisch besetzt; der neueste, noch von Moïse eingesetzte Premierminister hat das Amt mangels Eidesleistung noch nicht angetreten (einer Bestätigung durch das Parlament bedarf es seit der Verfassungsänderung von 2012 nicht, Artikel 137). Der ernannte Ministerpräsident Ariel Henry erklärte, er würde nun die Regierung führen, jedoch erkannte die Internationale Gemeinschaft den amtierenden Premierminister, Außenminister Claude Joseph, als Regierungschef an. Die Sondergesandte der Vereinten Nationen für Haiti, Helen La Lime, erklärte am 8. Juli, dass Claude Joseph mit Blick auf die Verfassung rechtmäßiger Premierminister sei; er habe ihr versichert, an dem Plan festzuhalten, am 26. September Wahlen abzuhalten. Die verbliebenen 10 Mitglieder des Senats erklärten mit 8 zu 2 Stimmen und unter Zustimmung der Oppositionsparteien ihren Präsidenten Joseph Lambert zum Übergangspräsidenten.
Am 20. Juli übernahm Ariel Henry das Amt des Premierministers und stellte seine neue Regierung vor. Claude Joseph hatte zuvor auf Druck der internationalen Gemeinschaft seinen Anspruch auf das Amt aufgegeben.

### Gesuch um internationale Hilfe
Als amtierender Premierminister bat Claude Joseph am 10. Juli die USA und die UN um militärische Hilfe bei der Wiederherstellung und Aufrechterhaltung von Sicherheit und Ordnung im Land. Kritische Einrichtungen der Infrastruktur wie der Aéroport international Toussaint Louverture (internationale Flughafen von Port-au-Prince) und Seehäfen sollten vorrangig gesichert werden. Die USA lehnten dieses Ansinnen ab und beschränkten sich darauf, mit entsandten Beamten des FBI und des Heimatschutzministeriums bei den Ermittlungen zu helfen.

### Neue Unruhen
Um das Staatsbegräbnis für den ermordeten Präsidenten, das am 23. Juli 2021 in Cap-Haïtien stattfand, entwickelten sich gewalttätige Proteste mit brennenden Barrikaden und Plünderungen. Demonstranten warfen den anwesenden Offiziellen vor, sie hätten Moïse im Stich gelassen, als er sie brauchte. Auch wurden separatistische Rufe nach einer Abspaltung des Nordens vom haitianischen Staat laut. Angesichts der Intensität des Aufruhrs verließ die amerikanische Delegation, angeführt von der Botschafterin bei den Vereinten Nationen Linda Thomas-Greenfield, vorzeitig den Staatsakt.